# دائرة مولاي سليسن
دائرة مولاي سليسن دائرة إدارية جزائرية في ولاية سيدي بلعباس شمال غرب الجزائر. مركزها وأهم بلدياتها مولاي سليسن.